# Distrikt Pataz
Der Distrikt Pataz liegt in der Provinz Pataz in der Region La Libertad in West-Peru. Der Distrikt hat eine Fläche von 393 km². Beim Zensus 2017 wurden 8937 Einwohner gezählt. Im Jahr 1993 lag die Einwohnerzahl bei 5195, im Jahr 2007 bei 7410. Verwaltungssitz des Distriktes ist die 2620 m hoch gelegene Kleinstadt Pataz mit 1723 Einwohnern (Stand 2017). Pataz liegt 65 km nordnordwestlich der Provinzhauptstadt Tayabamba.

## Geographische Lage
Der Distrikt Pataz liegt an der Westflanke der peruanischen Zentralkordillere im äußersten Norden der Provinz Pataz. Der Río Marañón fließt entlang der westlichen Distriktgrenze nach Norden. Im Süden bildet dessen Nebenfluss Quebrada Carrizal die Distriktgrenze, im Norden der Fluss Río Lavasen.
Der Distrikt Pataz grenzt im Süden an den Distrikt Pias, im Westen an die Distrikte Cochorco und Sartimbamba (beide in der Provinz Sánchez Carrión), im Norden an den Distrikt Condormarca (Provinz Bolívar) sowie im Osten an den Distrikt Huicungo (Provinz Mariscal Cáceres).

## Ortschaften
Im Distrikt gibt es neben dem Hauptort Pataz folgende größere Ortschaften (anexos und caseríos):
- Campamento (El Casino, La Cienega)
- Chagual
- Chuquitambo
- Los Alisos (Yalen)
- Nimpana
- Pueblo Nuevo (Santa María, Carhuabamba)
- San Fernando
- Shicun
- Socorro (Cedro)
- Suyubamba (Antapita)
- Vijus (La Lima)
- Vista Florida (La Collona, Alto Blanco)
- Zarumilla (La Sullana)